# Aeropuerto Antoine-Simon
El Aeropuerto Antoine-Simon (en francés: Aéroport Antoine-Simon) (IATA: CYA, ICAO: MTCA) es el cuarto aeropuerto en tráfico de pasajeros de Haití. Está situado próximo a la ciudad del mismo nombre, Les Cayes en la zona sur del país.
El aeropuerto sirve rutas y vuelos chárter con Puerto Príncipe. 

## Aerolíneas de pasajeros
- Caribintair, (Port-au-Prince)
- Tortug' Air (Port-au-Prince)